# Дьоманде, Вагондо
Вагондо Дьоманде  (фр. Vagondo Diomandé; род. 1 января 1960, Сокурала, Кот-д’Ивуар) — ивуарийский политический и государственный деятель, министр внутренних дел и национальной безопасности (с 2019).

## Биография
Родился 1 января 1960 года в семье фермеров в Сокоурале, Кот-д’Ивуар. В 1980 году поступил в Высшую национальную школу Абиджана, где в 1983 году получил сертификат о пригодности к преподаванию в общеобразовательных учреждениях.
С 1983 по 1985 год был курсантом Академии вооруженных сил, где прошёл курс пехотной подготовки, по результатам которого в 1986 году получил диплом командира пехотного взвода. В 1989 году он прошёл курс подготовки для командиров взвода в Национальном учебном центре в Мон-Луи, Франция, по окончании которого получил сертификат о прохождении обучения технике командования. Кроме того, в 1996 году он прошёл курс подготовки сотрудников пожарных служб в Парижской пожарной бригаде, а затем прошёл курс обучения методам управления пожарной и спасательной службами в Токийской пожарной бригаде. За годы службы в военной пожарной бригаде он получил сертификат начальника пожарной охраны и диплом по оказанию первой помощи.
Получив звание капитана в октябре 1990 года, Дьоманде стал помощником премьер-министра Алассана Уаттары, а затем работал командиром роты пожарно-спасательной службы в Абиджане. В декабре 1999 года он был назначен помощником генерала Робера Геи.
После политического кризиса 2010—2011 годов Алассан Уаттара назначил Дьоманде командующим службой безопасности президента. 4 сентября 2019 года он был министром внутренних дел и национальной безопасности страны.